# Lepanthes marthae
Lepanthes marthae är en orkidéart som beskrevs av Carlyle August Luer och Rodrigo Escobar. Lepanthes marthae ingår i släktet Lepanthes och familjen orkidéer. Inga underarter finns listade i Catalogue of Life.